# ماثيو دافيسون
ماثيو دافيسون (بالإنجليزية: Mathew Davison)‏ هو سياسي أمريكي، ولد في 4 يناير 1839، وتوفي في 9 سبتمبر 1918 في الولايات المتحدة.